# Аврунки
Авру́нки (лат. Aurunci) — стародавнє італьське плем'я, що проживало на правому березі річки Ліріс у південно-східній частині Лацію.